# Romano Mussolini
Romano Mussolini (Forlì, 26 september 1927 - Rome, 3 februari 2006) was een bekende Italiaanse jazzpianist en kunstschilder. Hij was de leider van de Romano Mussolini All Stars en speelde onder anderen samen met Chet Baker en Duke Ellington.
Romano Mussolini werd geboren als jongste zoon van de dictator Benito Mussolini en Rachele Guidi (11 april 1890 – 30 oktober 1979). Zijn vader was sinds 1922 de fascistische leider van Italië en leidde zijn vaderland, tezamen met de door hem geannexeerde stukken land, de Tweede Wereldoorlog in. De jeugd van de jonge Mussolini stond dan ook geheel in het teken van het politieke beleid van de fascisten.
Als kind al leerde Romano Mussolini piano spelen. Jazzmuziek werd landelijk door zijn vader verboden omdat het uitheems was, maar op het gebied van klassieke muziek was de jongen zeer actief. Hij speelde regelmatig samen met zijn vader, die viool kon spelen.
Na de Tweede Wereldoorlog en de dood van Benito Mussolini, legde Romano Mussolini zich toe op de jazz. Hij liet zijn naam veranderen en startte als Romano Full een carrière in de muziek, door in verschillende jazzbands te spelen. In de jaren 60, toen de Tweede Wereldoorlog als onderwerp wat afgekoeld was, besloot Romano Mussolini zijn echte naam bekend te maken. Kort daarna richtte hij de Romano Mussolini All Stars op, waarmee hij in de Italiaanse jazzkringen mateloos populair werd. De albums Jazz Allo Studio 7 en At the Santa Tecla uit respectievelijk 1963 en 1964, werden zeer goed ontvangen. Na de publicatie van deze platen toerde Mussolini's band onder anderen met Dizzy Gillespie, Duke Ellington en Chet Baker. Later kende Mussolini ook grote successen met zijn Romano Mussolini Ensemble.

## Familie
Mussolini trouwde met Anna Maria Scicolone, de zus van actrice Sophia Loren. Met haar kreeg hij twee dochters, Elisabetta en Alessandra. Hij scheidde van Scicolone en kreeg later bij Carla Puccini nog een kind, met de naam Rachele (vernoemd naar Mussolini's moeder). Tijdens zijn leven heeft Romano Mussolini zich bewust heel afstandelijk gehouden van de politiek en zijn eigen, omstreden familiegeschiedenis. Dochter Alessandra was echter de leider van het Italiaanse Alternativa Sociale, een samenwerking tussen verschillende nationalistische en fascistische politieke partijen die zich niet schaamden voor het fascistische verleden van Italië. Van 2022 tot 2024 was ze lid van het Europees Parlement. Eerder was ze dit al van 2014 tot 2019.
In 2004 liet Romano eindelijk zelf zijn standpunten omtrent zijn vader doorschemeren, met het boek Il Duce, mijn vader. Hierin omschrijft hij Benito Mussolini als een zorgzame vader met extreme gedachten.
Begin 2006 overleed Romano Mussolini op 78-jarige leeftijd door onbekende oorzaak in een ziekenhuis.

## Uitgebrachte albums
- 1996 "Soft & Swing"
- 2001 "The Wonderful World of Louis"
- 2002 "Timeless Blues"
- 2002 "Music Blues"
- 2003 "Jazz Album"
- 2003 "Napule 'Nu Quarto'E Luna"
- 2004 "Alibi perfetto" [Soundtrack - Das perfekte Alibi]
- 2005 "Mirage"